# Paratrichius becvari
Paratrichius becvari är en skalbaggsart som beskrevs av Krajcik 2010. Paratrichius becvari ingår i släktet Paratrichius och familjen Cetoniidae. Inga underarter finns listade i Catalogue of Life.